# 용문산 전투
용문산 전투(龍門山 戰鬪)는 6.25 전쟁 중 1951년 5월 17일부터 5월 21일까지 경기도 양평군 용문면 용문산 및 가평군 설악면 일대에서 중공군과 대한민국 국군 사이에 벌어진 전투이다.

## 전투 경과
1951년 5월 17일 1차 춘계 대공세에 실패한 중공군은 동부전선으로 눈을 돌렸다. 당시 동부전선 용문산에는 국군 6사단이 지키고있었다. 북한강은 춘천-화천-양구로, 남한강은 여주-충주로 이어지는 뱃길이 되었기 때문이며, 또한 이곳은 홍천-인제 방면과 횡성-원주 방면의 도로가 교차하는 육상교통로의 요지이기도 했으므로 중공군이 점령할 이유는 충분히 있었다.
5월 18일에는 중공군의 공세가 개시되었다. 당시 장도영 준장 휘하 6사단 중 2연대 1대대, 2대대, 3대대가 방어진을 구축하였는데 1대대와 3대대가 사력을 다해 막아봤지만 중공군에 막강한 물량공세에 후퇴, 전초부대를 담당하였던 2대대와 합류하였다. 그 후 2연대(1대대, 2대대, 3대대 합류)는 전투에 임하며 후퇴하지 않고 그대로 진지를 지키며 항전하였다.
이에 당연히 후퇴할줄 알았던 국군이 제자리를 지키며 항전하자 중공군은 당황했다. 이 때 중공군은 착각을 했는데, 필사적으로 저항하던 2연대를 주력부대로 알았던 것이다. 중공군은 2개 사단에 덧붙여 예비사단까지 투입해 2연대를 총공격하기까지 이른다.
즉, 중공군 3개 사단이 2연대에 총공격을 감행한 것이다. 하지만 2연대는 후퇴하지 않으면서 계속 몰려오는 중국군을 막아내고 있었다. 고립된 2연대는 겨우겨우 미군의 항공폭격 지원을 받아 힘겹게 진지를 사수하고 있었다.